# Klatka (Łódź)
Klatka [pronunciación en polaco: /ˈklatka/] es un pueblo en el distrito administrativo de Gmina Wieruszów, dentro del condado de Wieruszów, Voivodato de Łódź, en el centro de Polonia. Se encuentra a unos 5 kilómetros al sureste de Wieruszów y 105 kilómetros suroeste de la capital regional Łódź.